# Барньовське
Барньо́вське (рос. Барнёвское) — присілок у складі Шадрінського району Курганської області, Росія. Входить до складу Красномильської сільської ради.
Населення — 140 осіб (2010, 162 у 2002).
Національний склад станом на 2002 рік: росіяни — 93 %.